# Une jeune fille à la dérive
Pour plus de détails, voir Fiche technique et Distribution.
Une jeune fille à la dérive (非行少女, Hiko shōjo) est un film japonais de Kirio Urayama sorti en 1963.

## Synopsis
Wakae, une jeune fille de 15 ans, vit pauvrement dans un petit village côtier avec un père faible et alcoolique et sa belle-mère hostile. Elle sèche l'école pour travailler comme serveuse dans un bar où elle est harcelée par les clients. Elle commet parfois des petits larcins. Alors qu'elle vient de voler une paire de chaussures, elle retrouve Saburō, âgé de 21 ans et revenu au village après avoir été licencié de son emploi à Tokyo. Ce dernier s'attache à la jeune sauvageonne et tente de l'inciter à reprendre sa scolarité en l'aidant financierement. Mais son frère aîné Taro se lance dans la politique et voit d'un mauvais œil cette liaison. Lassé du comportement asocial de la jeune fille et obligé de travailler dans l'élevage de poulets de son frère, Saburō met de la distance avec Wakae.
Wakae, qui cherche à revoir Saburō, provoque accidentellement l'incendie de l'élevage de poulets. Elle est envoyée en maison de redressement pour adolescentes. Au contact des éducateurs et des autres pensionnaires, Wakae finit par s'apaiser. Au bout de quelques mois, une chance lui est donnée de recommencer sa vie loin du village où elle est devenu une paria en prenant un emploi de couturière à Osaka. De son côté, Saburō s'est humblement reconsilié avec son frère. Wakae et Saburo se revoient au moment du départ de la jeune fille. Après des adieux déchirants, ils décident de se retrouver trois ans plus tard lorsque leurs situations se seront stabilisées.

## Fiche technique
- Titre : Une jeune fille à la dérive
- Titre original : 非行少女 (Hiko shōjo?)
- Titre anglais : Bad Girl
- Réalisation : Kirio Urayama
- Scénario : Toshirō Ishidō et Kirio Urayama
- Photographie : Kuratarō Takamura
- Musique : Toshirō Mayuzumi
- Producteur : Kano Ōtsuka
- Sociétés de production : Nikkatsu
- Pays de production :  Japon
- Langue d'origine : japonais
- Format : noir et blanc — 1,85:1 — 35 mm — son mono
- Genre : drame
- Durée : 114 minutes[1] (métrage : 10 bobines - 3 123 m[1])
- Dates de sortie :
  - Japon : 17 mars 1963[1],[2]
  - France : 20 juillet 2009[3]

## Distribution
- Masako Izumi : Wakae Kita
- Mitsuo Hamada : Saburō Sawada
- Asao Koike  : Taro Sawada, le frère de Saburō
- Minako Katsuki : Yumiko Sawada, la femme de Taro
- Fukuko Sayo  : Chikako Sawada, la mère de Saburō et de Taro
- Jun Hamamura : Kita, le père de Wakae
- Sumie Sasaki : Katsuko Kita, la belle-mère de Wakae
- Shōichi Ozawa : le concierge de l'école
- Tanie Kitabayashi : la mère d'Ikuko
- Toshio Takahara : le professeur Takeda
- Kazuko Imai : la femme de Takeda

## Récompenses et distinctions
- 1963 : Médaille d'or au festival international du film de Moscou[4]
- 1964 : Prix Mainichi de la meilleure musique de film pour Toshirō Mayuzumi (conjointement pour La Femme insecte)[5]